# In the Pocket (Stanley Turrentine)
In the Pocket è un album di Stanley Turrentine, pubblicato dalla Fantasy Records nel 1975. Il disco fu registrato nel gennaio del 1975 a Los Angeles, California (Stati Uniti).

## Tracce
Lato A
1. Have It Your Way, Sandy – 5:00 (Billy Page)
2. You Are the Melody of My Life – 3:42 (John Daniels, Terri McFadden)
3. Over to Where You Are – 4:32 (Valerie Simpson, Nickolas Ashford)
4. Naked as the Day I Was Born – 4:14 (Billy Page, Gene Page)
5. In the Pocket – 3:34 (Eddie Greene)

Lato B
1. Spaced – 5:30 (Gene Page)
2. You're My Baby – 4:52 (Barry White)
3. Black Lassie – 5:24 (Billy Page, Cheech Marin, Gene Page)
4. Loving You Is Sweeter Than Ever – 4:16 (Ivy Hunter, Stevie Wonder)

## Musicisti
- Stanley Turrentine - sassofono tenore
- Gene Page - tastiere
- Gene Page - arrangiamenti, conduttore musicale
- Sylvester Rivers - tastiere
- David T. Walker - chitarra
- Dean Parks - chitarra
- Melvin Ragin (Wah Wah Watson) - chitarra
- Ray Parker Jr. - chitarra
- Scott Edwards - basso elettrico
- Ed Greene - batteria
- Gary Coleman - percussioni
- Miss Bobbye Hall - congas
- Non identificati - sezione strumenti ad arco e a corda
- Carolyn Willis - voce, accompagnamento vocale
- Augie Johnson - accompagnamento vocale
- Edna Wright - accompagnamento vocale
- Gregory Matta - accompagnamento vocale
- Jackie Ward - accompagnamento vocale
- Jim Gilstrap - accompagnamento vocale
- John Lehman - accompagnamento vocale[1][3]